# Lucha Anarquista (Siria)
Lucha Anarquista (en kurdo: Tekoşîna Anarşîst, abreviado TA) es una unidad militar auxiliar anarquista compuesta por voluntarios, principalmente internacionales, fundada en 2017, están integrados en la Brigada Internacional de Liberación. Participan en la guerra civil siria.
Es la cuarta unidad anarquista conocida que se encuentra combatiendo en el Kurdistán sirio.

## Historia
La unidad fue anunciada públicamente en un comunicado del grupo lanzado el 10 de enero de 2019 en el que afirman que la unidad fue formada en otoño de 2017. 
A principios de 2018, ante la invasión de Turquía al cantón de Afrin, se forma una unidad de voluntarios internacionales llamada Anti-Fascist Forces in Afrin (AFFA, en español: Fuerzas Antifascistas de Afrin) en el cual estaban nucleados también miembros de la unidad Lucha Anarquista.
El grupo participó en la batalla de Afrin a principios de 2018 contra el Ejército turco y el Ejército Libre Sirio respaldado por Turquía, en la batalla decenas de voluntarios internacionales perdieron la vida en combate, uno de ellos fue Şevger Ara Makhno, nombre de guerra de un joven anarquista turco militante de Tekoşîna Anarşîst. La identidad del joven no trascendió para proteger a su familia de posibles represalias debido a que la misma vive en Turquía.
El grupo se movilizó hacia la localidad de Al-Baghuz Fawqani para realizar tareas de asistencia médica hacia los combatientes y movilizar voluntarios para combatir contra el último bastión del Estado Islámico en Siria.
El 18 de marzo de 2019 un medio afín al ISIS anunció en un canal de Telegram la muerte de un "cruzado italiano" en una emboscada durante la batalla de Baghuz, se trataba de Lorenzo Orsetti, un hombre de 33 años, anarquista originario de la ciudad de Florencia. Lorenzo era combatiente del grupo y su muerte fue anunciada también por la unidad anarquista y por las YPG en la que confirmaban el hecho. La noticia conmocionó a la opinión pública en Italia, el joven anarquista fue catalogado como «héroe» por varios medios y personalidades de Italia, mientras que otros se destacaron a criticar la «hipocresía italiana» frente a los voluntarios internacionales que se unen a los kurdos y al regresar a Italia son procesados judicialmente. Su cuerpo fue repatriado días después hacia Florencia su ciudad natal, Lorenzo fue reivindicado por varias organizaciones y medios anarquistas y de izquierda como la Federazione Anarchica Italiana entre otras.